# Vibrata
Il torrente Vibrata ha origine nel versante orientale della Montagna dei Fiori, sotto la cima del monte Girella, a 1697 metri s.l.m., nel Comune di Civitella del Tronto, al di sopra delle frazioni Pagliericcio e Valle Sant'Angelo; è un torrente di piccole dimensioni, con una lunghezza di 35,880 km e un bacino la cui superficie si estende per 118 km².
Bacino e percorso sono compresi quasi interamente nella Provincia di Teramo, tranne che per un breve tratto di 2,8 chilometri che scorre in Provincia di Ascoli Piceno (all'interno del territorio del Comune di Maltignano). 
Il Torrente Vibrata ha una larghezza media nel tronco inferiore di 60 metri e sfocia nel Mare Adriatico segnando il confine tra i comuni di Martinsicuro (località Villa Rosa) e Alba Adriatica (TE).
Il torrente Vibrata attraversa una zona caratterizzata dalla presenza di un diffuso tessuto produttivo. Essendo un corso d'acqua a carattere torrentizio, ha un regime idrico notevolmente basso, tuttavia esso può subire grosse variazioni in relazione agli eventi meteorologici. Inoltre lungo il suo percorso sono presenti tre briglie che captano parte dell'acqua del torrente, contribuendo così alla scarsa portata.
Lungo il suo percorso non riceve affluenti importanti, ma solo alcuni torrentelli che non aumentano la sua portata e che non portano acqua in tutte le stagioni: la Vibratella, il fosso delle Fornaci, il fosso di Costeritte, il fosso della Pozzolana, il fosso Collarice o di Santa Scolastica, il Fonte Arrisolo e Rio Moro.
Relativamente al suo corso e alla sua portata la Vibrata può classificarsi tra i torrenti di secondo ordine della provincia; solitamente scorre povero d'acque e presso Sant'Egidio esse scompaiono e ricompaiono più a valle a guisa di sorgente.
La sua scarsezza d'acque in passato permetteva di animare pochi mulini, che nei tempi di siccità e qualche volta anche di primavera, non potevano funzionare ad acqua corrente, ma solo a bottaccio.